# 帕尔马索拉
帕尔马索拉是巴西圣卡塔琳娜州的一个市镇。总面积331.776平方公里，总人口7942人，人口密度23.9人/平方公里。